# Tango canción
Se denomina tango canción a la composición lírico-musical en la que la letra responde a las características rítmicas y emocionales de la música y del baile de tango. Evolutivamente, el tango apareció primero como un audaz baile de pareja enlazada, que impulsó primero la aparición de un género musical que lo sostuviera. El tango era principalmente instrumental, y cuando tenía una letra generalmente ésta era de un carácter procaz, festivo o descriptivo como en el caso de "La Morocha", compuesto en 1906 por Enrique Saborido con letra de Ángel Villoldo. 

## Tango y canto
El tango se inició primero como un baile de pareja abrazada, completamente original e inusual para el estándar de los bailes del siglo XIX. Ese baile sensual fue impulsando una metamorfosis musical hasta que a fines del siglo XIX comenzó a conformar un nuevo género musical: el tango. Sin embargo, a pesar de que los tangos, durante todo ese período de transformación que llevó a su nacimiento, siempre se cantaron y recibieron letrillas, la composición de letras enhebradas con la música tanguera y el desarrollo de un estilo de canto tanguero, debió esperar casi dos décadas más.
Los viejos temas pretangueros del siglo XIX, como "Concha sucia" (luego rebautizada "Cara sucia") y "Bartolo", tenían letrillas picarescas, muchas veces de tono sexual, que podían acompañar eventualmente la ejecución, pero con puro sentido festivo, sin vocación artística. De allí que no hubiera cantantes. Los cantantes eran los propios músicos y la gente que asistía a la ejecución.
Con la aparición de los primeros tangos propiamente dichos, en el último lustro del siglo XIX y primeros años del XX, la costumbre de acompañar las composiciones musicales con letrillas persistió, pero aparecieron también los cantantes, en especial las mujeres cantantes, como Flora Gobbi y Lola Membrives. Ese primer canto tanguero se realizó principalmente como cuplé, sin que se desarrollara un estilo de composición lírica y de canto que se relacionara internamente con el baile y la música tanguera. En ese contexto Villoldo y Saborido compusieron "La morocha", el primer tango compuesto como una unidad de música y letra. Pero "La morocha" aún no era un tango canción. Era básicamente un cuplé con aire de tango.
En la segunda década del siglo XX aparece Evaristo Carriego un poeta que, aun cuando no cumpuso la letra de ningún tango, desarrolló una poesía lunfarda, popular y cargada de contenido emocional, que le abrió la puerta al tipo de letrística que el tango precisaba.
Simultáneamente Pascual Contursi empezó a componer letras para temas musicales y cantarlas. Contursi tenía un estilo lunfardo y emocional en la línea de Carriego. Por esta razón Gobello dice que el tango canción fue anticipado por Carriego y comenzado por Contursi. El ciclo inicial del tango canción se cierra en 1917, cuando Carlos Gardel, un cantor proveniente de la música campera y el ámbito de la payada, cantó "Mi noche triste", de Samuel Castriota y Pascual Contursi: el primer tango canción.
En 1917 encontrándose en Montevideo Pascual Contursi, que vivía en esta ciudad desde 1914, y siendo su situación económica muy precaria, quería volverse a Buenos Aires, y le sugierieron que teniendo él talento para escribir podía tomar algunos tangos instrumentales ya conocidos y agregarles letras, para cantarlos luego en algún cabaret y "pasar la gorra" con el fin de financiar su viaje. La primera letra la hizo para el tango "El flete" de Vicente Greco- otro tema tanguístico eran los caballos- y quedó tan bien que Contursi escribió más letras a otros tangos como “Champagne Tango”, “Ivette”, “Flor de Fango” y “La Biblioteca”, y finalmente sobre el tango Lita de Samuel Castriotta la letra de "Mi noche triste". Estos tangos tuvieron gran aceptación y Contursi fue contratado para cantarlos en el Cabaret del padre de Gerardo Matos Rodríguez, llamado Moulin Rouge y situado sobre el Teatro Artigas. Allí una noche Carlos Gardel que solía cantar en el teatro y luego subir al Cabaret escucho este último tango y eso fue decisivo ya que decidió grabarlo, con tal éxito que modificó todo el género dando origen al llamado "Tango Canción", que introducía en el tango temas como el fracaso amoroso y los sentimientos.  Gardel es considerado como el cantor que creó y desarrolló las características técnicas y expresivas del tango canción.
En 1919 solo una de las trece canciones que grabó Gardel ese año había sido un tango, pero ya en 1920 eran seis sobre veinticuatro (un 25%) y en 1921, ocho sobre veintidós (un 30%). Hasta que en 1922 los tangos superaron la mitad: doce sobre veintiún canciones grabadas. En ese período el dúo suma un segundo guitarrista, Guillermo Barbieri y en 1923 Gardel estrena el tango "Mano a mano" («Rechiflado en mi tristeza»), con letra de Celedonio Flores, un notable poeta descubierto por Gardel en 1920, del que ya había grabado "Margot". "Mano a mano" se constituyó en uno de los máximos éxitos de Gardel, marcando el momento en que el tango canción terminaba de imponerse y, junto a las transformaciones instrumentales de músicos como Julio de Caro, se abría una era de plenitud para el género: la Guardia Nueva. También desde el punto de vista estilístico el tango canción resultó fundamental porque sustituyó la forma ternaria del tango de la Guardia Vieja por la forma canción que sólo tiene dos partes.
Entre los grandes cantantes que dieron forma al tango canción, se sumaría a Gardel en 1922 Ignacio Corsini, el Caballero Cantor, que irrumpió con el éxito de "Patotero sentimental" («En mi vida hubo mucha minas, pero nunca una mujer»), de Manuel Jovés y Manuel Romero. y poco después Agustín Magaldi. Gardel, Corsini y Magaldi han sido llamados "la trilogía de oro" del tango, que ya anticipan la Guardia Nueva.
Sin embargo no solo fueron varones los que crearon el tango canción. En aquella década el tango canción también recibió la impronta de varias cantantes mujeres, entre las que se destacaron Sofía Bozán y Rosita Quiroga, que aportaron la emocionalidad y la dramaticidad femenina al tango cantado.
En esta etapa el tango se formaliza. El bandoneón, el piano, la orquesta típica de tango, la calidad del tango cantado, una danza sin equivalentes, la difusión discográfica y la aceptación internacional, estaban sentando las bases para pegar un salto de calidad que lo llevaría a una nueva etapa, la Guardia Nueva.
A partir de ese momento el tango canción se estableció como el estilo excluyente del tango cantado, al menos hasta los aportes que vendrán a partir de la década de 1970, desde el rock nacional.
Entre los y las cantantes destacados a partir de la década de 1930 se puede mencionar a Libertad Lamarque, Tita Merello, Hugo del Carril, Francisco Fiorentino, Alberto Marino, Floreal Ruiz, Edmundo Rivero, Raúl Berón, Ángel Cárdenas, Roberto Rufino, Elba Berón, Alberto Morán, Ángel Vargas, Nelly Vázquez, Alberto Castillo, Nelly Omar, Héctor Mauré, Anita Palmero, Chola Luna, Virginia Luque, Julio Sosa, Raúl Lavié, Amelita Baltar, Juan "el Tata" Cedrón, Susana Rinaldi, Adriana Varela, entre muchos y muchos otros.